# Indomyrma bellae
Indomyrma bellae é uma espécie de formiga que pertence ao gênero Indomyrma. A espécie foi observada no Vietnã. É também uma espécie recentemente descoberta, que foi descrita por Zryanin em 2012.